# 朊粒蛋白
朊粒蛋白（prion protein，PrP）音译普里昂蛋白，又名朊毒体蛋白，是在人和动物体内普遍存在并具有一定生理功能的蛋白，但其异常折叠可能在人或动物中引起致死性神经退行性疾病。缩写 PrP 的 Pr 代表朊粒，P 代表蛋白；由於 PrP 一般是機體正常的大分子，稱朊“毒”体蛋白可能造成誤解。
朊粒蛋白在人体中由 PRNP 基因编码，该基因也称为CD230（分化群230）。该蛋白表达主要存在于神经系统，但也广泛存在于全身其他多种组织中。
作为多种神经退行性疾病致病源的朊粒蛋白，原本是机体内一种正常表达蛋白，其可存在多种异构体形式，如常见正常的 PrPC（cellular prion protein） 形式，具抗蛋白酶特性而致病的 PrPRes 形式，以及一种位于线粒体中的异构体。PrPRes 的常见例子如：PrPSc，是羊瘙痒病相关蛋白。